# Pierre Foulani
Pierre Foulani (* 1939 in Zaziatou; † 10. März 2020 in Niamey) war ein nigrischer Physiker.

## Leben
Pierre Foulani ging auf Schulen in Zinder und Tahoua. Danach besuchte er von 1957 bis 1960 die Kaderschmiede École normale William Ponty. Er arbeitete für kurze Zeit als Grundschullehrer und studierte dann Physik an der Universität Abidjan, die er 1963 mit einer Licence abschloss. Von 1963 bis 1964 unterrichtete er an der École normale de Zinder. Foulani lebte von 1964 bis 1970 in Frankreich. An der Universität Bordeaux machte er 1967 ein Doktorat in Chemie und 1970 ein Doktorat in Chemie. Er war von 1967 bis 1970 als Techniker am nationalen Forschungszentrum in Bordeaux tätig. Er wirkte von 1970 bis 1971 als Cheftechniker am Kernforschungszentrum Centre d’études nucléaires de Grenoble. Dort entwickelte er einen Lebensmittelbestrahler für Getreide.
Foulani kehrte 1971 als Hochschullehrer an der Universität Niamey nach Niger zurück. Dort leitete er zunächst das Departement für Physik und ab 1974 als Professor die naturwissenschaftliche Fakultät. Von 1981 bis 1982 war er Vizerektor der Universität Niamey. Neben seiner Arbeit an wissenschaftlichen Veröffentlichungen war er Mitglied zahlreicher Gremien, darunter der französisch-nigrischen Uran-Kommission, des technischen Komités für die Gründung der Islamischen Universität Say und der UNESCO-Nationalkommission Nigers. Foulani wirkte von 1989 bis 1996 als Vorstandsmitglied des UNESCO Institute for Lifelong Learning. Er hatte sich schon früh für den Einsatz erneuerbarer Energien in Niger eingesetzt und fokussierte sich nunmehr auf die Umweltbildung in Afrika. Zudem galt er als Experte für Alphabetisierung, Armutsbekämpfung und den Zusammenhang von Bildung und Entwicklung.
Pierre Foulani war verheiratet und hatte fünf Kinder. Er starb 2020 im Alter von 81 Jahren.